# وايبراند هندريكس
وايبراند هندريكس (24 يونيو 1744 - 28 يناير 1831)، رسام هولندي وبواب لمتحف تيليرز. وهو معروف في المقام الأول لأن لوحاته.

## معرض صور

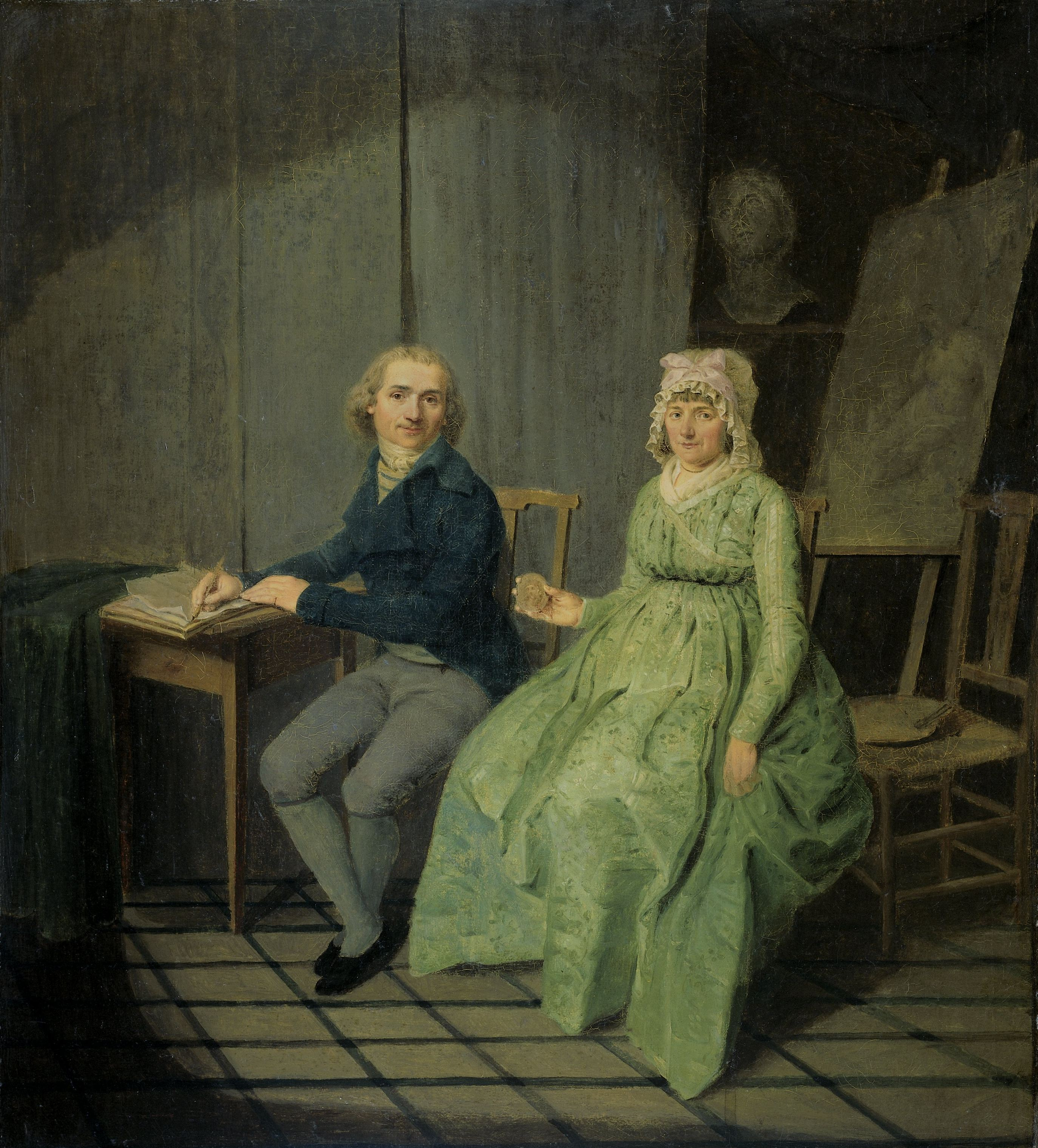
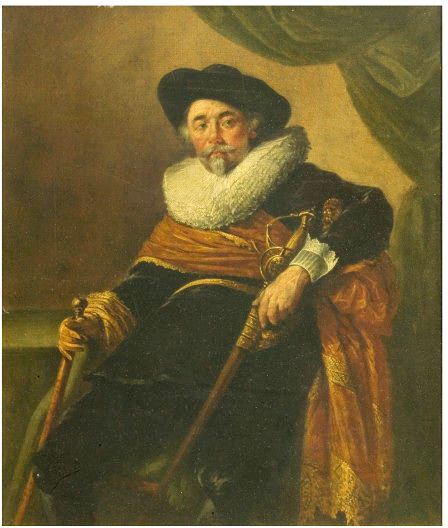
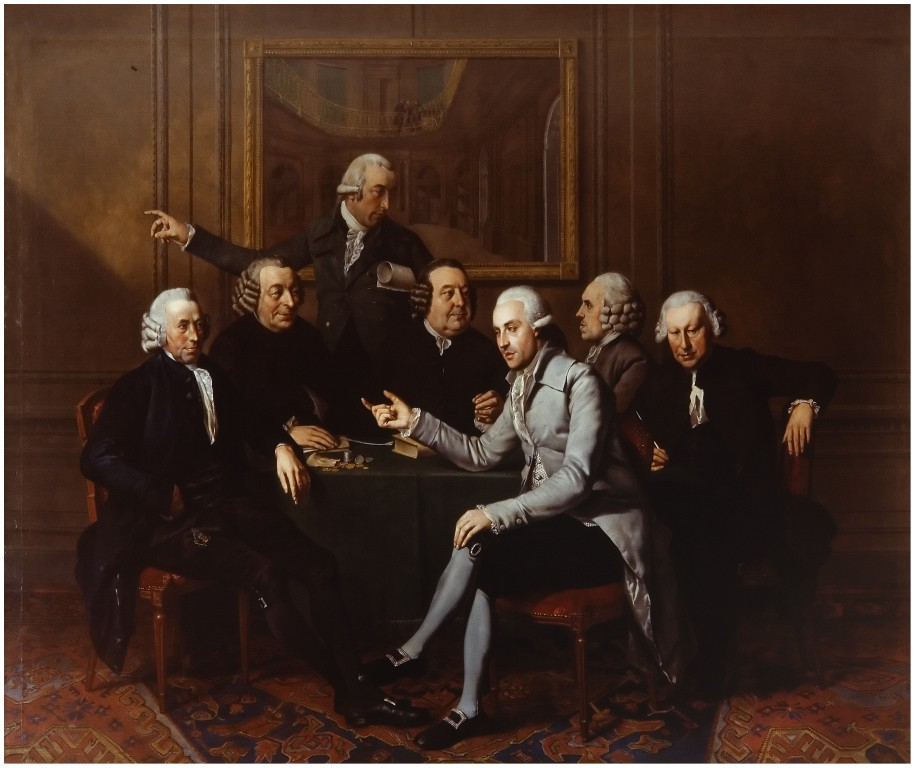
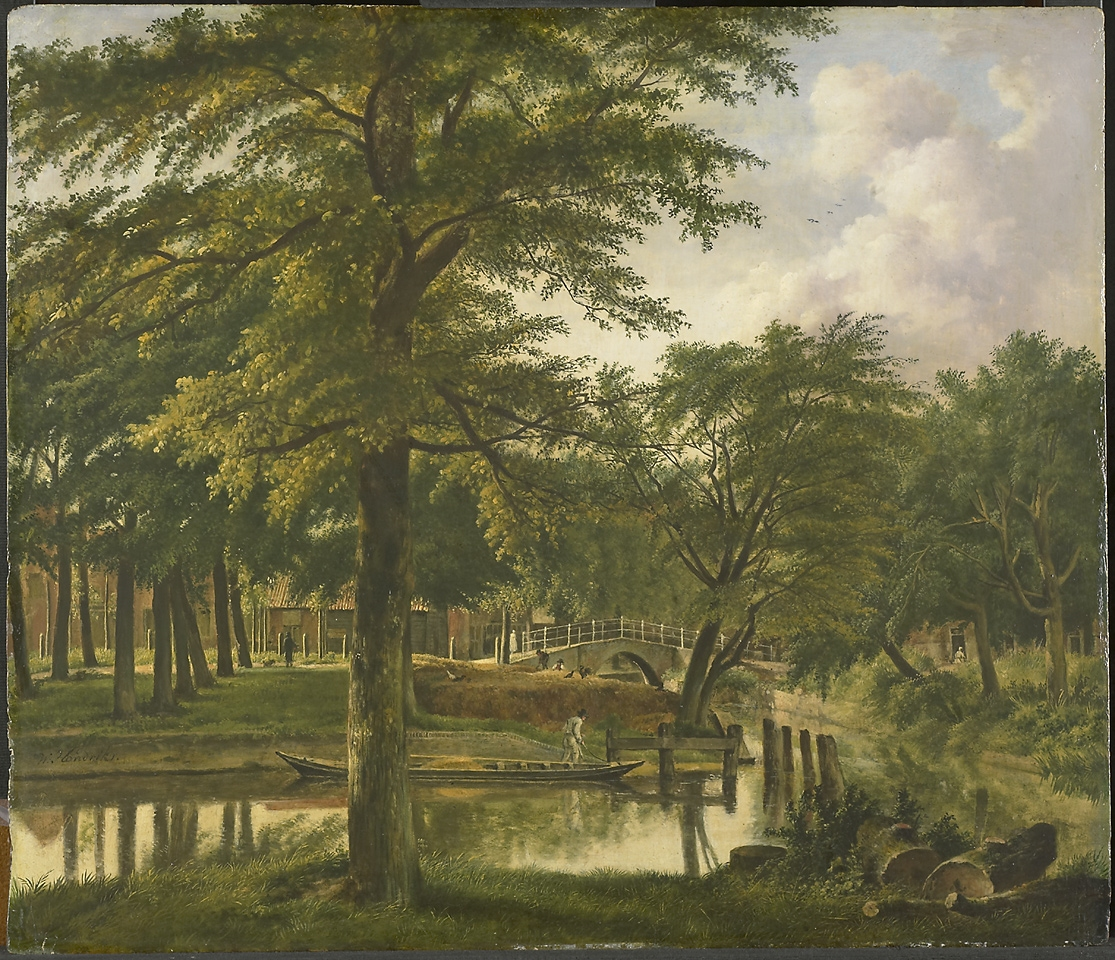
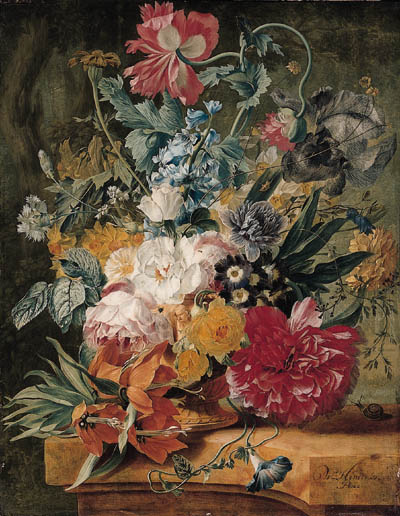
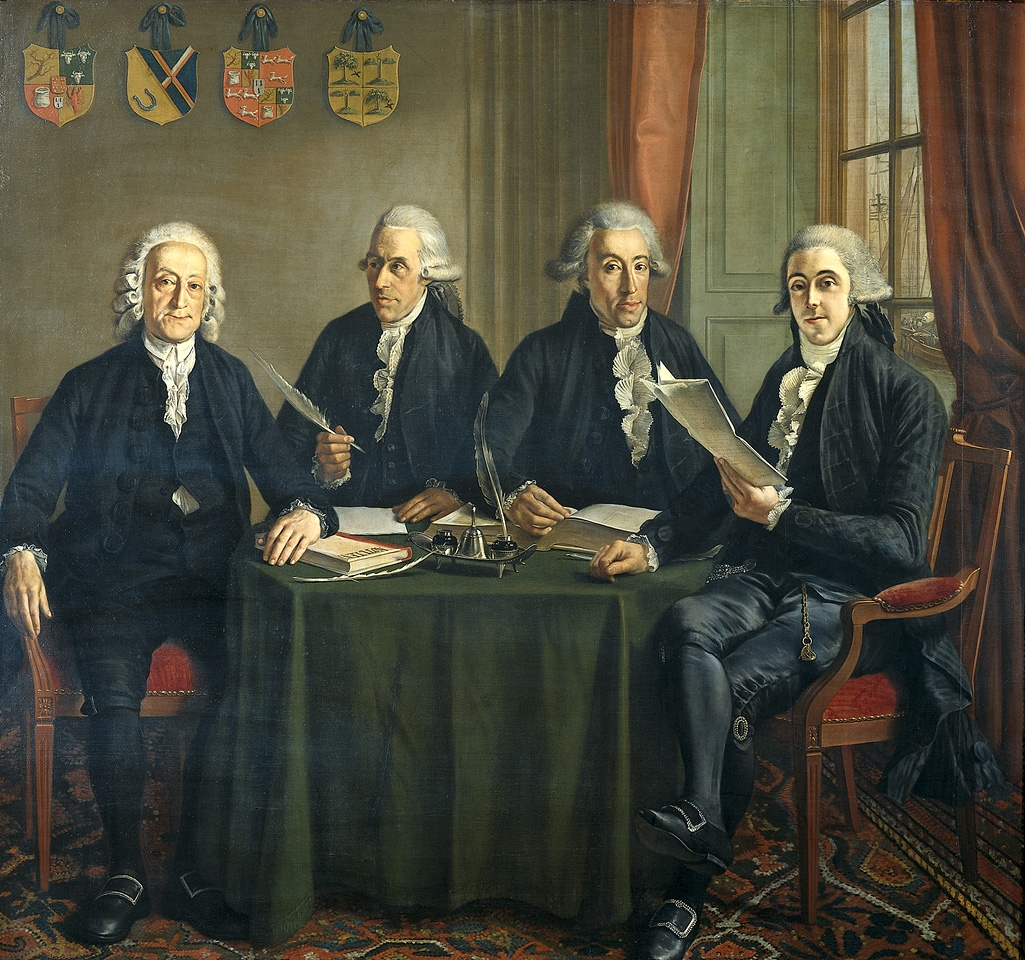